# Lamenia
Lamenia är ett släkte av insekter. Lamenia ingår i familjen Derbidae.

## Dottertaxa tillLamenia, i alfabetisk ordning[1]
- Lamenia albicosta
- Lamenia albinervis
- Lamenia albipennis
- Lamenia bakeri
- Lamenia caliginea
- Lamenia candida
- Lamenia crocea
- Lamenia epiensis
- Lamenia flavescens
- Lamenia flavomaculata
- Lamenia flavomonile
- Lamenia fullawayi
- Lamenia fuscorostrata
- Lamenia hopponis
- Lamenia javanica
- Lamenia laratensis
- Lamenia leucoptera
- Lamenia nigricans
- Lamenia nitobei
- Lamenia numitor
- Lamenia obscurana
- Lamenia onoensis
- Lamenia pallidinervis
- Lamenia philippina
- Lamenia pseudolaratensis
- Lamenia pseudotypica
- Lamenia rubrolineata
- Lamenia sannatrix
- Lamenia sordida
- Lamenia tamagawana
- Lamenia wanriana
- Lamenia vitrea